# Vero Centre
El Vero Centre (construido como Royal & SunAlliance Centre) es un rascacielos de oficinas situado en Auckland, Nueva Zelanda. Completado en 2000, fue la primera torre importante de Auckland construida desde la década de 1980. Contiene un club de salud y gimnasio, un vestíbulo público en la entrada principal, comercios en las cinco plantas del podio y 32 plantas de oficinas. Fue la torre de oficinas más alta y "más avanzada tecnológicamente" de Nueva Zelanda hasta el año 2019, cuando finalmente fue superada por la Commercial Bay Tower. También es conocida por su 'halo' en el techo.
Aunque es atípicamente alto comparado con sus alrededores, se considera que su construcción ha tenido un efecto positivo en la regeneración del este del distrito financiero de Auckland. La parcela estaba ocupada previamente por varios solares vacíos y edificios bajos, incluidos alojamiento de estudiantes, naves industriales y centros de masaje. 
El proceso de diseño del promotor usó los "bonus" del plan urbanístico, que le permitieron construir más superficie a cambio de beneficios públicos como exposición de obras de arte y una plaza pública. Sin embargo, algunos han puesto en cuestión el valor de estos elementos al público general. También se ha criticado la falta de conexión entre las dos fachadas principales por el edificio.
El edificio recibió varios premios por su eficiencia energética (como el Premio Internacional RICS a la Eficiencia de Edificios y Regereneración en 2001 y el Premio EnergyWise en 2004), y se ha calculado que consume aproximadamente un 10% menos de energía que el edificio medio de Nueva Zelanda.